# 길주군
길주군(吉州郡)은 함경북도에 있는 군이다.

## 지리
함경북도 남부에 위치하고, 동쪽은 명천군, 남쪽은 김책시와 화대군, 북쪽은 명간군과 어랑군, 서쪽은 함경남도 단천시와 량강도 백암군에 접해있다. 함경산맥과 마령산맥이 만나는 지점에 위치해 있는데, 북서부에는 산이 많다. 연평균 기온은 7.5 °C, 1월의 평균 기온은 -7.6 °C, 8월의 평균 기온은 22.2 °C이다. 길주평야에 위치해 있다.

## 역사
| Daedongyeojido (Gyujanggak) 04-02.jpg | Daedongyeojido (Gyujanggak) 04-01.jpg |
| Daedongyeojido (Gyujanggak) 05-02.jpg | Daedongyeojido (Gyujanggak) 05-01.jpg |

고대에는 고조선, 고구려, 발해의 영토였다. 발해가 멸망한후 장기간 동안 여진족이 이 땅에서 거주했다. 1107년에 고려의 영토로 편입되었으며, 13세기에는 원나라의 영토로 편입되었다. 고려말에 이르러서 1390년에 길주라고 붙여졌다. 1398년에 길주목이 설치되었다. 1895년 함경도 길주군이 설치되었고, 1896년 함경도 분할때에는 함경북도에 편입되었다. 광복 전에는 농촌을 형성했으나 광복 이후에는 전기절연체나 통신설비를 생산하는 곳으로 발전했다. 1952년 동해면을 화대군에, 양사면의 서부를 삼사군에 이관하며 읍면을 폐지하였다. 

## 핵실험
- 1차:2006년 10월 9일 오전 10시 35분
- 2차:2009년 5월 25일 오전 9시 54분
- 3차:2013년 2월 12일 오전 11시 57분
- 4차:2016년 1월 6일 오전 10시 30분
- 5차:2016년 9월 9일 오전 9시 30분
- 6차:2017년 9월 3일 오후 12시 29분

## 교통
동쪽에는 평양과 연결되어 있는 평라선이 있다. 그리고 함흥시나 청진시와 연결되어 있는 도로가 있다. 평라선 길주역이 있으며 이곳에서 백두산청년선이 갈라진다.

## 산업
길주에서는 활엽수와 침엽수가 많아 목재를 가공한 공장들이 많은데, 그 중에서 길주종이공장은 대표적인 곳이다.

## 행정 구역
길주군은 1읍, 5구, 22리로 구성되어 있다. 군소재지는 길주읍이다.
- 길주읍 (吉州邑)
- 영북로동자구 (營北勞動者區)
- 주남로동자구 (洲南勞動者區)
- 일신로동자구 (日新勞動者區)
- 룡담로동자구 (龍潭勞動者區)
- 영남로동자구 (營南勞動者區)
- 홍수리 (紅繡里)
- 봉암리 (鳳岩里)
- 합포리 (合浦里)
- 십일리 (十一里)
- 목성리 (木城里)
- 신동리 (新洞里)
- 풍계리 (豊溪里)
- 춘흥리 (春興里)
- 쌍룡리 (雙龍里)
- 상하리 (上下里)
- 평륙리 (坪六里)
- 림동리 (林洞里)
- 류천리 (柳川里)
- 금송리 (金松里)
- 온천리 (溫泉里)
- 금천리 (錦川里)
- 문암리 (門岩里)
- 덕신리 (德新里)
- 청암리 (靑岩里)
- 탑양리 (塔陽里)
- 룡성리 (龍城里)
- 남양리 (南陽里)

## 같이 보기
- 풍계리 핵 실험장
- 동북 9성